# Sarek
Sarek je fiktivní postava ze sci-fi světa Star Treku. Je vulkánským velvyslancem v rámci Spojené federace planet, astrofyzikem a otcem Spocka.
Poprvé se objevil v epizodě „Cesta k Babylonu“ (1967) v původním seriálu Star Trek, kde jej ztvárnil Mark Lenard. Ten si roli zopakoval i v animovaném seriálu v díle „Co se nestalo“ (1973), celovečerních filmech Star Trek III: Pátrání po Spockovi (1984), Star Trek IV: Cesta domů (1986) a Star Trek VI: Neobjevená země (1991) a ve dvou dílech seriálu Star Trek: Nová generace: „Sarek“ (1990) a „Sjednocení“ (1991). Ve snímku Star Trek V: Nejzazší hranice (1989) se v roli mladého Sareka objevil Jonathan Simpson, nicméně namluvil jej opět Lenard. V prvním eponymním filmu rebootové filmové série z roku 2009 ztvárnil Sareka Ben Cross. V seriálu Star Trek: Discovery jej od roku 2017 hraje James Frain.